# Oldenlandia laotica
Oldenlandia laotica är en måreväxtart som beskrevs av Charles-Joseph Marie Pitard. Oldenlandia laotica ingår i släktet Oldenlandia och familjen måreväxter.
Artens utbredningsområde är Laos. Inga underarter finns listade i Catalogue of Life.